# Affari tuoi
Affari tuoi è un programma televisivo italiano di genere game show trasmesso su Rai 1 dal 2003 al 2017 e nuovamente dal 2023, in onda nella fascia dell'access prime time.
Il programma è basato sul format olandese Deal or No Deal, prodotto da Endemol.
Con oltre 2800 puntate prodotte, è considerato uno dei giochi a premi più longevi e di maggior successo della storia della televisione italiana, nonché tra i più controversi, poiché oggetto di molteplici accuse sull'effettiva veridicità del suo svolgimento e su presunte irregolarità orchestrate dagli autori, sollevate a più riprese dal diretto competitor Striscia la notizia e discusse mediante azioni legali. Polemiche rilevanti si sono manifestate anche col Codacons, l'Unione nazionale consumatori e la Commissione di vigilanza Rai.
Alla conduzione si sono alternati, nel corso delle edizioni realizzate, Paolo Bonolis (2003-2005), Pupo (2005-2006), Antonella Clerici (2006), Flavio Insinna (2006-2008, 2013-2017), Max Giusti (2008-2013), Carlo Conti (1º aprile 2015), Amadeus (2023-2024) e Stefano De Martino (dal 2024).
Durante il lungo periodo di assenza della versione classica del gioco, sono stati realizzati due spin-off: Affari tuoi - Viva gli sposi! nella stagione 2020-2021, condotto da Carlo Conti; nel 2022 come Affari tuoi - Formato Famiglia, con Amadeus.

## Storia del programma

### Gli inizi
Al termine dell'estate 2003 la Rai annuncia di aver acquistato i diritti del format olandese Miljoenenjacht, prodotto e distribuito da Endemol con il titolo internazionale Deal or No Deal, con lo scopo di testarlo nella fascia dell'access prime time (a cavallo tra l'edizione serale del TG1 e i programmi di prima serata), in sostituzione del precedente game show Il castello.
Dopo aver varato una serie di potenziali titoli (tra cui Il pacco e Affare fatto), la scelta ricade definitivamente su Affari tuoi. La conduzione viene affidata a Paolo Bonolis, rientrato sulla Tv di Stato nella medesima stagione televisiva, alla guida della ventottesima edizione del contenitore Domenica in. 
La versione italiana viene proposta con evidenti modifiche rispetto al format originale, ideate da parte del gruppo autoriale nostrano: l'atmosfera è leggera e folkloristica, volutamente ispirata ai giochi a scommesse delle fiere di paese; le valigette contenenti i premi in denaro (qui misti ad oggetti curiosi e stravaganti, di nessun valore) sono sostituite da scatole azzurre, chiamate ''pacchi'' e abbinate ciascuna alle 20 regioni italiane; è inoltre presente un personaggio misterioso, che interagisce con il conduttore (dal quale è ironicamente definito con l'appellativo di "infame" o ''zozzo'') tramite un telefono a disco, con l'obiettivo di proporre offerte e scambi che possano dissuadere i concorrenti dalla buona riuscita del gioco e allontanarli dalla possibilità di vincere il maggior montepremi in palio. Tale figura è interpretata da uno degli autori della trasmissione, Pasquale Romano.
L'introduzione di questi elementi si rivela efficace, a tal punto da esser presa a modello per le successive edizioni estere in Spagna, Regno Unito e Francia.

### La gestione Bonolis (2003-2004)
Il programma prende il via dal Teatro 4 degli Studios il 13 ottobre 2003, con una serie iniziale di 30 puntate dalla durata di circa 20 minuti ciascuna, dalle 20:30 alle 20:50, in onda dal lunedì al venerdì, con la regia di Stefano Vicario. La prima puntata in assoluto è vista da 7 217 000 telespettatori e il 26,27% di share, dapprima insidiando il diretto competitor Striscia la notizia, considerato imbattibile in tale fascia oraria, per poi portarsi al medesimo livello di ascolti e talvolta superarlo. In risposta a ciò, il telegiornale satirico di Canale 5 inserisce in alcune puntate il gioco de Il Tirapacchi, parodia del programma di Rai 1 in onda in contemporanea.
Il successo fin qui ottenuto spinge i vertici della rete a prolungare la messa in onda della trasmissione, che si protrae fino al 5 dicembre 2003. Uno speciale in prima serata, trasmesso il 12 gennaio 2004, anticipa il secondo ciclo di puntate, in onda dal successivo 19 gennaio al 5 giugno, che riscuote altrettanto ottimi consensi, in particolare durante la settimana del Festival di Sanremo.
In seguito a tali risultati, nell'autunno seguente il game show viene abbinato alla Lotteria Italia, approdando in prima serata con nove appuntamenti speciali, dal titolo Affari tuoi - La Lotteria, in onda il mercoledì dal 29 settembre 2004 al 6 gennaio 2005 (serata dell'estrazione finale, in cui Bonolis coglie anche l'occasione per presentare al pubblico il cast ufficiale dei cantanti partecipanti all'imminente Festival di Sanremo da lui condotto), oltre alla versione quotidiana del programma.
La seconda edizione giornaliera, trasferitasi nello Studio 5 del CPTV Nomentano Dear di Roma, parte il 20 settembre 2004 e si ferma temporaneamente dal 10 gennaio al 26 febbraio 2005, sostituita dal game show Le tre scimmiette, a causa dell'impegno di Paolo Bonolis nella preparazione e conduzione del cinquantacinquesimo Festival di Sanremo.
Il programma riprende lunedì 28 febbraio con una settimana dedicata alla kermesse musicale, composta da sei puntate intitolate Affari tuoi - Speciale Sanremo e trasmesse dal Teatro del Casinò di Sanremo, nel quale la scenografia originale è ricostruita con alcuni accorgimenti a tema (fiori in stile 'vintage' stampati sui pacchi, sui banconi dei concorrenti e sul pavimento). Il gioco torna negli studi romani dal 7 marzo 2005, per altre 65 puntate. Il 17 maggio viene invece annunciato il ritorno di Bonolis a Mediaset, quindi l'impossibilità del conduttore di presenziare in una successiva edizione del programma, al quale dà l'addio definitivo nella sua ultima puntata del 3 giugno 2005. 

### La staffetta Pupo-Clerici (2005-2006) e il biennio Insinna (2006-2008)
All'uscita di Bonolis, nell'estate 2005 la Rai affida la conduzione del gioco al comico Teo Teocoli, nome che però non convince i vertici Endemol, casa produttrice del programma, a tal punto da preferirlo in coppia con Fabio Fazio, che a sua volta rinuncia per motivi personali, facendo sfumare del tutto l'ipotesi di un loro approdo alla guida della trasmissione. 
La scelta definitiva ricade quindi su Pupo, ufficialmente annunciato il 19 agosto 2005, dopo aver ottenuto il benestare della Endemol, anche in seguito al buon riscontro del quiz Il malloppo, da lui condotto nello stesso periodo e nello stesso slot. La terza edizione, partita il 19 settembre 2005 con diverse novità nello svolgimento del gioco, vede al timone il cantante fiorentino per i primi otto mesi della stagione televisiva, succeduto dal 27 marzo 2006 da Antonella Clerici. Durante la gestione di quest'ultima (ad oggi l'unico volto femminile ad aver condotto Affari tuoi), il programma subisce alcuni cambiamenti scenografici: i pacchi diventano di colore rosa, il tavolo è a forma di diamante ed è presente un maialino ''portafortuna'', in un recinto al centro dello studio. Il 5 maggio va in onda una puntata speciale in occasione delle 500 puntate del programma.
Per la quarta edizione, dopo il rifiuto di Pupo a tornare a guidare il programma, il 3 agosto 2006 venne scelto come nuovo conduttore l'attore Flavio Insinna. La nuova stagione prese il via il 24 settembre 2006 e il programma venne trasmesso tutti i giorni. Nonostante le polemiche sollevate dai servizi di Striscia la notizia che mettevano in dubbio la regolarità nello svolgimento del gioco, il programma continuò ad avere un grande seguito. Il 5 febbraio 2007, negli Stati Uniti d'America, un concorrente dalla Sicilia di nome Giuseppe Ianello partecipo alla versione americana condotta da Howie Mandel, in cui saluta Flavio via satellite dallo studio italiano.
Dal 10 novembre 2006 al 16 marzo 2007 furono trasmesse alcune puntate speciali in prima serata denominate Affari tuoi - Bum bum bum; a fine stagione vennero trasmesse altre due puntate speciali in prima serata dal titolo L'ultima occasione. La quinta edizione partì il 16 settembre 2007 sempre con la conduzione di Insinna, con una pausa tra il 1º gennaio e il 9 marzo 2008 dovuta a impegni teatrali di Insinna. A maggio 2008 Insinna annunciò che dalla stagione successiva non avrebbe più condotto Affari tuoi. Il 5 giugno 2008 Insinna condusse la sua ultima puntata del gioco.

### L'arrivo di Max Giusti (2008-2013)
Nell'estate 2008 il direttore di Rai 1 Fabrizio Del Noce scelse Max Giusti come nuovo conduttore del programma. Furono realizzate anche puntate speciali in prima serata intitolate Affari tuoi - Speciale per due in cui si giocava in coppia. L'edizione successiva iniziò il 14 settembre 2009 e fu nuovamente abbinata, come nel 2004, alla Lotteria Italia con un ciclo di puntate in prima serata dal titolo Affari tuoi - Speciale per due per la Lotteria, sulla falsariga della stagione precedente; questa volta tuttavia il programma non riscuote successo, tanto da registrare un calo delle vendite dei biglietti del 37%.
Affari tuoi riprese ad essere trasmesso nel marzo 2011 andando in onda negli ultimi mesi della stagione e introducendo parecchie novità: cambiò il "dottore" (il ruolo fu affidato a Max Novaresi) e furono aggiunti il pacco matto e il pacco Y. Inoltre la struttura del gioco mutò parzialmente e l'orario di messa in onda fu posticipato alle 21:20.
Nella stagione successiva Affari tuoi ripartì il 19 febbraio 2012 proseguendo fino a giugno. Tra le novità di questa edizione, spicca una puntata in prima serata denominata Speciale anni 1980 trasmessa il 26 maggio, in cui i premi in denaro erano rivalutati in lire. Nella stagione 2012/2013 il programma viene nuovamente trasmesso durante tutta la stagione, usando per le riprese il Teatro delle Vittorie al posto degli studi De Paolis. Il 27 maggio 2013 venne annunciato che Max Giusti avrebbe lasciato la conduzione del programma per dedicarsi ad altri progetti su Rai 2 e che sarebbe stato sostituito da Flavio Insinna che tornò quindi alla guida del programma dopo le due edizioni da lui condotte anni prima.

### Il ritorno di Insinna e la chiusura (2013-2017)
La stagione 2013/2014 debuttò l'8 settembre 2013 con il ritorno di Flavio Insinna e numerose novità all'interno del meccanismo del gioco. Il pacco matto venne sostituito da La matta e venne introdotta una modifica al meccanismo di gioco. In questa edizione, il concorrente che arriva alla fine con un solo pacco rosso può giocare un'opzione chiamata La jella che assegna ai pacchi blu rimasti in gara il valore fisso di 10 000 euro; se e quando il concorrente trova l'ultimo pacco rosso, vince la somma dei pacchi blu rimasti. Il 13 e 14 ottobre 2013, in occasione dei dieci anni della trasmissione, furono ospiti tutti i conduttori delle passate edizioni del programma giocando per beneficenza a favore del banco alimentare. Nella prima puntata gli ospiti furono Pupo e Max Giusti, nella seconda Antonella Clerici e Paolo Bonolis. Per il successo ottenuto, al programma fu assegnato il Premio Regia televisiva come trasmissione dell'anno.
Nella stagione 2014/2015 furono apportate altre novità al meccanismo del gioco: furono introdotti i pacchi Pachito e Pachita mentre Arrivederci lasciò il posto a un'altra opzione. Durante questa stagione furono trasmesse due puntate speciali in prima serata: la prima il 16 dicembre 2014, nell'ambito della maratona Telethon, e la seconda il 7 febbraio 2015, denominata Affari tuoi - La fortuna bussa due volte, entrambe con ospiti personaggi famosi. In particolare la seconda puntata prevedeva che una concorrente delle passate edizioni potesse tornare a partecipare al gioco in cerca di miglior fortuna. L'edizione in questione si concluse il 30 maggio 2015.
La stagione 2015/2016 di Affari tuoi ebbe inizio il 7 settembre, con la presenza di un nuovo notaio che andò a sostituire i più noti fratelli Pocaterra. Il 6 gennaio 2016 fu messa in onda una puntata speciale per l'estrazione dei biglietti vincenti della Lotteria Italia.
La stagione 2016/2017 partì il 12 settembre 2016 con alcune novità. Quest'edizione però subì un brusco calo di ascolti, tanto che a novembre i vertici di Rai 1 ne decisero la chiusura anticipata; l'ultima puntata è stata trasmessa il 17 marzo 2017.

### Il ritorno e il ritrovato successo con Amadeus (2023-2024) e Stefano De Martino (dal 2024)
A distanza di sei anni dall'ultima edizione (e dopo due edizioni spin-off in prima serata tra il 2020 e il 2022), il programma viene riproposto nel suo formato originale a cadenza quotidiana, dal lunedì alla domenica, nella consueta fascia dell'access prime time dal 16 aprile 2023 con la conduzione di Amadeus con uno studio rinnovato, dei pacchi completamente rinnovati (di colore blu elettrico) e parecchie novità tra cui l'eliminazione dei premi non in denaro e l'introduzione della "Regione Fortunata" con cui, se venivano aperti tutti i pacchi rossi, i concorrenti avevano la possibilità di vincere 100.000 € se beccavano la regione giusta. In caso di errore avevano un secondo tentativo dove il conduttore eliminava, oltre alla regione precedentemente chiamata, altre 10 regioni e il premio scendeva a 50.000 €. Se anche al secondo tentativo la regione chiamata era errata, veniva rivelata quella corretta e i concorrenti non vincevano nulla. Questa edizione terminò il 6 giugno 2023 ottenendo ottimi ascolti.
Il programma tornò poi in onda, sempre con Amadeus, dal 10 settembre 2023 al 1º giugno 2024, nuovamente abbinato alla Lotteria Italia e occupando nuovamente tutta la stagione televisiva come in passato, ottenendo ascolti ancora più alti rispetto alla precedente edizione. Alla fine della stagione, viene annunciato l'addio di Amadeus alla Rai e, di conseguenza, che il programma sarebbe andato avanti senza di lui.
Dopo aver rinnovato il programma per altre tre edizioni, fino alla stagione 2026/2027, da settembre 2024 il programma viene affidato a Stefano De Martino, che prende dunque il posto di Amadeus.

## Edizioni
| Edizione | Messa in onda     | Messa in onda   | Conduzione                 | Puntate           | Puntate      | Studio                                           | Regia            |
| Edizione | Inizio            | Fine            | Conduzione                 | Access prime time | Prima serata | Studio                                           | Regia            |
| -------- | ----------------- | --------------- | -------------------------- | ----------------- | ------------ | ------------------------------------------------ | ---------------- |
| 1ª       | 13 ottobre 2003   | 5 dicembre 2003 | Paolo Bonolis              | 38                | -            | Teatro 4 degli Studios, Roma                     | Stefano Vicario  |
| 1ª       | 12 gennaio 2004   | 5 giugno 2004   | Paolo Bonolis              |                   | 1            | Teatro 4 degli Studios, Roma                     | Stefano Vicario  |
| 2ª       | 20 settembre 2004 | 8 gennaio 2005  | Paolo Bonolis              |                   | 9            | Studio 5 del CPTV Nomentano Dear, Roma           | Stefano Vicario  |
| 2ª       | 28 febbraio 2005  | 5 marzo 2005    | Paolo Bonolis              | 6                 | -            | Teatro del Casinò di Sanremo                     | Stefano Vicario  |
| 2ª       | 7 marzo 2005      | 3 giugno 2005   | Paolo Bonolis              | 65                | -            | Studio 5 del CPTV Nomentano Dear, Roma           | Stefano Vicario  |
| 3ª       | 19 settembre 2005 | 24 marzo 2006   | Pupo                       |                   | 9            | Teatro 7 degli Studios, Roma                     | Sergio Colabona  |
| 3ª       | 27 marzo 2006     | 3 giugno 2006   | Antonella Clerici          |                   | -            | Teatro 7 degli Studios, Roma                     | Sergio Colabona  |
| 4ª       | 24 settembre 2006 | 1º giugno 2007  | Flavio Insinna             | 208               | 10           | Teatro 7 degli Studios, Roma                     | Sergio Colabona  |
| 5ª       | 16 settembre 2007 | 5 dicembre 2007 | Flavio Insinna             | 236               | 5            | Teatro 7 degli Studios, Roma                     | Sergio Colabona  |
| 5ª       | 9 marzo 2008      | 6 giugno 2008   | Flavio Insinna             | 90                | -            | Teatro 7 degli Studios, Roma                     | Sergio Colabona  |
| 6ª       | 15 settembre 2008 | 30 maggio 2009  | Max Giusti                 | 224               | 5            | Teatro 7 degli Studios, Roma                     | Stefano Mignucci |
| 7ª       | 14 settembre 2009 | 14 marzo 2010   | Max Giusti                 | 168               | 11           | Teatro 7 degli Studios, Roma                     | Stefano Mignucci |
| 8ª       | 13 febbraio 2011  | 27 maggio 2011  | Max Giusti                 | 104               | -            | Teatro 7 degli Studios, Roma                     | Stefano Mignucci |
| 9ª       | 19 febbraio 2012  | 7 giugno 2012   | Max Giusti                 | 110               | 1            | Teatro delle Vittorie, Roma                      | Stefano Mignucci |
| 10ª      | 13 settembre 2012 | 2 giugno 2013   | Max Giusti                 | 237               | 1            | Teatro delle Vittorie, Roma                      | Stefano Mignucci |
| 11ª      | 8 settembre 2013  | 30 maggio 2014  | Flavio Insinna Carlo Conti | 243               | -            | Teatro delle Vittorie, Roma                      | Stefano Mignucci |
| 12ª      | 7 settembre 2014  | 3 giugno 2015   | Flavio Insinna Carlo Conti | 243               | 2            | Teatro delle Vittorie, Roma                      | Stefano Mignucci |
| 13ª      | 7 settembre 2015  | 28 maggio 2016  | Flavio Insinna Carlo Conti | 239               | 2            | Teatro delle Vittorie, Roma                      | Stefano Mignucci |
| 14ª      | 12 settembre 2016 | 17 marzo 2017   | Flavio Insinna Carlo Conti | 124               | 2            | Teatro delle Vittorie, Roma                      | Stefano Mignucci |
| 15ª      | 16 aprile 2023    | 6 giugno 2023   | Amadeus                    | 48                | -            | Studio 2000 del CPTV Rai di via Mecenate, Milano | Stefano Mignucci |
| 16ª      | 10 settembre 2023 | 1º giugno 2024  | Amadeus                    | 227               | 1            | Teatro delle Vittorie, Roma                      | Stefano Mignucci |
| 17ª      | 2 settembre 2024  | 28 giugno 2025  | Stefano De Martino         | 260               | 2            | Teatro delle Vittorie, Roma                      | Stefano Mignucci |

## Modalità di gioco
Il gioco consiste nell'individuare la scatola contenente il premio più elevato, consistente in 300 000 € (dal 2003 al 2017 il massimo era di 500 000), selezionandola casualmente da un gruppo iniziale di 20 scatole di cui non si conosce il contenuto. La scatola deve essere individuata eliminando via via tutte le altre.
Si parte con 20 giocatori, ognuno rappresentante di una regione italiana, in possesso ognuno di una scatola, il cosiddetto "pacco", il cui contenuto è segreto, chiuso da uno spago fissato con un sigillo in ceralacca rossa.
Il giocatore prescelto come concorrente, che possiede a sua volta un "pacco" di cui non conosce il contenuto, dovrà scegliere di volta in volta quale pacco eliminare: a quel punto, il contenuto del pacco prescelto verrà rivelato ed escluso dalle possibilità di vincita. Al giocatore si oppone uno degli autori del programma, il cosiddetto "dottore", che, ogni volta che il concorrente apre un certo numero di pacchi, telefona in studio per fare delle offerte alternative, generalmente inferiori al valore massimo del pacco ancora disponibile, oppure consistenti nella proposta di scambiare il proprio "pacco" con un altro di quelli rimasti in palio.
Al giocatore prescelto vengono immediatamente mostrate le sue possibilità di vincita, ovvero l'elenco dei contenuti di tutte le scatole, ovviamente senza rivelare quale premio si trova in quale scatola, che appaiono in sovraimpressione sullo schermo. I pacchi possono contenere una somma in denaro o oggetti di scarso valore. Nell'elenco, le vincite basse sono rappresentate su sfondo blu a sinistra dello schermo, quelle mediamente alte su sfondo rosa in alto a destra e quelle molto alte su sfondo rosso in basso a destra, e, se è presente un premio maggiore di 500 000 €, questo viene indicato su sfondo dorato nell'angolo in basso a destra dello schermo.
Nel 2007 fu introdotto un pacco speciale, il cosiddetto "Pacco X", il cui contenuto era sconosciuto e tale rimaneva fino a quando il pacco non veniva trovato e aperto dal giocatore, che doveva pescare una busta da un'urna ed aprirla per scoprire il contenuto del pacco. In seguito, i pacchi incogniti divennero due, pacco X e pacco Y: quando il giocatore ne trovava uno, doveva pescare due buste e assegnarle ai due pacchi, timbrandole una con una X e l'altra con una Y; quindi poteva aprire la busta che gli consentiva di scoprire il contenuto del pacco trovato, ma non dell'altro, che restava sconosciuto fino a quando il pacco in questione non veniva trovato a sua volta. Dall'autunno 2013 il pacco incognito è tornato ad essere uno solo (X). Un ulteriore pacco aggiunto successivamente, denominato dapprima "Pacco matto" e in seguito "La matta", presentava una serie di diverse possibilità, tra cui raddoppiare o dimezzare il premio massimo, far terminare subito la partita, e così via. Dall'edizione del 2015 i pacchi X e Y sono stati eliminati, ed è rimasta "La matta", ribattezzata in "Sgambetto" (poi "Brivido" nella quattordicesima edizione).
Con l'edizione 2023, sulla falsariga dei Soliti Ignoti - Il ritorno, viene introdotto un nuovo gioco facoltativo verso la fine della partita intitolato La regione Fortunata, che s'attiva se il concorrente ritiene gli ultimi due pacchi insoddisfacenti per un'ultima giocata, decidendo così di annullare il contenuto del proprio pacco (e quindi l’ipotetica vincita) per tentare di vincere 100 000 €: per vincerli deve indovinare, tra tutte le regioni italiane e al primo colpo, quella vincente, che viene estratta dal notaio prima dell'inizio della partita e inserita in una busta sigillata; se fallisce il primo tentativo, potrà provare a vincere 50 000 € con una seconda possibilità, ma scegliendo tra metà delle regioni (dopo che il conduttore ne avrà escluse nove, oltre a quella scelta dal concorrente al primo tentativo). Il sorteggio della regione in gioco nella puntata avviene tramite un meccanismo di rotazione atto a garantire la partecipazione di ogni regione ogni 20 puntate.
A partire dal 2025 vi è anche la presenza della specialità, un piatto tipico regionale a seconda della provenienza del pacchista, presente come opzione nei premi.

## Vincite importanti

### Vincite di € 500 000
Nel corso della storia del programma, sono quattordici i giocatori che hanno vinto il premio più alto, contenuto nel proprio pacco, dal valore di € 500.000:
- Roberto Pepi (4 febbraio 2004)
- Francesca Madeddu (16 dicembre 2004)
- Vincenzo De Paola (17 aprile 2006)
- Clarissa Meneghini (19 dicembre 2007)
- Danilo Anderlini (17 settembre 2008)
- Francesca Cataldo (22 ottobre 2008)
- Roberto Caterina (23 novembre 2008)
- Mara Ancelotti (1º gennaio 2009)
- Stefania Menegazzo (22 febbraio 2010)
- Mauro Ghiraldini (21 novembre 2012)
- Patrizia Montalbano (25 gennaio 2013)
- Pierangela Zaccaria (29 maggio 2014)
- Alberto Bindi (17 maggio 2016)
- Alessandro Corona (22 febbraio 2017)

### Vincite di € 300 000
Nel corso della storia del programma, sono due i giocatori che hanno vinto il premio più alto, contenuto nel proprio pacco, dal valore di € 300.000:
- Luca Sartori (17 maggio 2024)
- Ornella Falla (26 settembre 2024)

### Vincite di € 1 000 000
Il 7 aprile 2006 è avvenuta la prima vincita di € 1 000 000, assegnati a Maria Giulia Tullo di Fossalto. In seguito, la concorrente molisana ha anche ricevuto il Tapiro d'Oro, da parte del programma di Canale 5 Striscia la notizia, per sospetta frode.
Il 17 marzo 2012 si registra la seconda vincita di 1 milione di euro, assegnati a Gabriele Calvello, grazie alla scelta di Raddoppia che raddoppia il primo premio dopo aver aperto Pacco Matto. Calvello, il cui padre è morto di cancro, ha deciso di donare parte della sua vincita per la ricerca sul cancro.

### Offerta più alta accettata
Il 16 marzo 2013 Cristiana Fraccon di Carugate ha accettato l'offerta di € 500.000, che è la più grande offerta nella storia del gioco, con € 50 e il primo premio raddoppiato di € 1 000 000 rimanenti. Aveva quest'ultimo nella sua scatola.

## Spin-off

### Affari tuoi - La Lotteria
Dal 29 settembre al 1º dicembre 2004 viene trasmesso al mercoledì in prima serata un ciclo di puntate speciali condotte da Paolo Bonolis e abbinate alla Lotteria Italia. Uno dei pacchi distribuiti ai concorrenti recava all'interno il biglietto della Lotteria vincente, dal valore di 15 000 €. Alla fine del gioco, tra tutti gli spettatori che avevano indovinato da casa il pacco contenente il biglietto, veniva estratto a sorte un vincitore. La nona è ultima puntata va in onda la sera di giovedì 6 gennaio 2005.
| Puntata | Messa in onda     | Ascolti        | Ascolti | Ascolti |
| Puntata | Messa in onda     | Telespettatori | Share   | Fonte   |
| ------- | ----------------- | -------------- | ------- | ------- |
| 1       | 29 settembre 2004 | 8 249 000      | 31,03%  | [ 30 ]  |
| 2       | 6 ottobre 2004    | 8 548 000      | 32,76%  | [ 31 ]  |
| 3       | 20 ottobre 2004   | 7 999 000      | 29,51%  | [ 32 ]  |
| 4       | 27 ottobre 2004   | 8 219 000      | 30,25%  | [ 33 ]  |
| 5       | 3 novembre 2004   | 7 531 000      | 27,84%  | [ 34 ]  |
| 6       | 10 novembre 2004  | 8 660 000      | 31,68%  | [ 35 ]  |
| 7       | 24 novembre 2004  | 8 222 000      | 30,25%  | [ 36 ]  |
| 8       | 1º dicembre 2004  | 8 350 000      | 30,36%  | [ 37 ]  |
| 9       | 6 gennaio 2005    | 9 351 000      | 43,26%  | [ 38 ]  |

### Affari tuoi - Speciale
Dal 14 ottobre 2005 va in onda in prima serata al venerdì per 8 settimane la versione Affari tuoi Speciale. Nella puntata dopo la partita con le 20 regioni protagoniste Pupo fa giocare delle famiglie di due Comuni d'Italia (uno del nord e uno del sud) con meno di 10.000 abitanti. I collegamenti sono curati da Heather Parisi e Adriano Pappalardo. In studio nel ruolo della pupetta di Pupo Elisabetta Gregoraci.
| Puntata | Messa in onda    | Ascolti        | Ascolti | Ascolti |
| Puntata | Messa in onda    | Telespettatori | Share   | Fonte   |
| ------- | ---------------- | -------------- | ------- | ------- |
| 1       | 14 ottobre 2005  | 5 635 000      | 23,97%  | [ 39 ]  |
| 2       | 21 ottobre 2005  | 5 457 000      | 22,10%  | [ 40 ]  |
| 3       | 28 ottobre 2005  | 5 239 000      | 21,48%  | [ 41 ]  |
| 4       | 4 novembre 2005  |                |         |         |
| 5       | 18 novembre 2005 | 6 014 000      | 22,86%  | [ 42 ]  |
| 6       | 25 novembre 2005 |                |         |         |
| 7       | 2 dicembre 2005  | 6 148 000      | 22,94%  | [ 43 ]  |
| 8       | 9 dicembre 2005  |                |         |         |

### Affari tuoi - La rivincita
Dal 21 maggio al 3 giugno 2006 furono trasmesse 10 puntate speciali del programma, denominate "Affari tuoi - la rivincita", condotte da Antonella Clerici, a cui parteciparono i concorrenti che nella storia del programma avevano realizzato le vincite più basse.

### Affari tuoi - Bum Bum Bum
Dal 10 novembre 2006 viene realizzata una versione dal titolo Affari Tuoi – Bum Bum Bum, condotta da Flavio Insinna e in onda per 7 venerdì in prima serata. Nella speciale versione il montepremi massimo in palio aumenta a 2.000.000 di euro e a contenderselo non sono più 20 concorrenti legati alle regioni, ma 7 aspiranti giocatori. I concorrenti per poter giocare devono superare il ''Gioco dello sgabello'': ciascuno di loro prende posto su uno sgabello e Flavio Insinna offre ad ognuno la possibilità di cambiarlo o tenerlo. Solo dopo che il conduttore ha ricevuto dal notaio una busta sigillata nella quale è scritto il numero dello sgabello “vincitore”, viene determinato il giocatore e i restanti 6 concorrenti vengono eliminati. Il giocatore  deve a questo punto scegliere un pacco tra i 26 in gioco, affidati ad altrettante giovani miss. La partita prosegue secondo la consueta formula del programma.  

### Affari tuoi - L'ultima occasione
Nel mese di maggio 2007 viene realizzata una versione dal titolo Affari Tuoi - L'ultima occasione, condotta da Flavio Insinna e in onda per 2 giovedì in prima serata. Le due puntate offrivano una seconda chance ad alcuni ex concorrenti tornati a casa a mani vuote nella loro prima partecipazione al programma.

### Affari tuoi - Speciale per due
Nel mese di gennaio 2008 viene realizzata una versione dal titolo Affari tuoi - Speciale per due, condotta da Flavio Insinna per 4 giovedì in prima serata con concorrenti delle coppie di fidanzati che tentano il colpo grosso per poter organizzare delle nozze da favola. I restanti 19 pacchi sono affidati a parenti, amici e testimoni degli sposi. Il premio massimo è di 1 milione di euro. Nel maggio 2009 viene proposta una seconda edizione composta di altre 4 puntate e condotta da Max Giusti al venerdì.
| Puntata | Messa in onda  | Ascolti        | Ascolti | Ascolti |
| Puntata | Messa in onda  | Telespettatori | Share   | Fonte   |
| ------- | -------------- | -------------- | ------- | ------- |
| 1       | 8 maggio 2009  | 6 886 000      | 27,83%  | [ 44 ]  |
| 2       | 15 maggio 2009 | 6 845 000      | 26,75%  | [ 45 ]  |
| 3       | 22 maggio 2009 | 6 971 000      | 28,65%  | [ 46 ]  |
| 4       | 29 maggio 2009 | 6 132 000      | 26,35%  | [ 47 ]  |

### Affari tuoi - Speciale per due - La Lotteria
Nell'autunno del 2009 il programma nella versione Speciale per due viene proposto in prima serata abbinato alla Lotteria Italia per 11 settimane. La trasmissione, condotta da Max Giusti, si conclude il 6 gennaio con il consueto appuntamento con l'estrazione dei biglietti vincenti. La puntata del 12 dicembre è dedicata alla raccolta fondi della maratona Telethon.
| Puntata | Messa in onda     | Ascolti                      | Ascolti             | Ascolti                        | Ascolti               | Ascolti |
| Puntata | Messa in onda     | Telespettatori - prima parte | Share - prima parte | Telespettatori - seconda parte | Share - seconda parte | Fonte   |
| ------- | ----------------- | ---------------------------- | ------------------- | ------------------------------ | --------------------- | ------- |
| 1       | 26 settembre 2009 | 3 964 000                    | 18,26%              | 2 435 000                      | 12,35%                | [ 48 ]  |
| 2       | 3 ottobre 2009    | 3 554 000                    | 15,34%              | 2 896 000                      | 13,54%                | [ 49 ]  |
| 3       | 17 ottobre 2009   | 4 206 000                    | 16,87%              | 2 592 000                      | 12,54%                | [ 50 ]  |
| 4       | 24 ottobre 2009   | 4 566 000                    | 18,61%              | 2 389 000                      | 10,91%                | [ 51 ]  |
| 5       | 31 ottobre 2009   | 4 264 000                    | 17,64%              | -                              | -                     | [ 52 ]  |
| 6       | 7 novembre 2009   | 4 549 000                    | 17.96%              | 2 565 000                      | 11,97%                | [ 53 ]  |
| 6       | 21 novembre 2009  | 4 753 000                    | 19,67%              | 2 860 000                      | -                     | [ 54 ]  |
| 7       | 28 novembre 2009  | 4 843 000                    | 19,80%              | 3 121 000                      | 15,38%                | [ 55 ]  |
| 8       | 5 dicembre 2009   | 4 713 000                    | 19,21%              | 3 137 000                      | -                     | [ 56 ]  |
| 9       | 12 dicembre 2009  | 4 880 000                    | 20,58%              | 3 187 000                      | 15,56%                | [ 57 ]  |
| 10      | 19 dicembre 2009  | 5 440 000                    | 22,36%              | 3 731 000                      | -                     | [ 58 ]  |
| 11      | 6 gennaio 2010    | 6 014 000                    | 23,54%              | 5 229 000                      | 29,86€                | [ 59 ]  |

### Affari tuoi - Viva gli sposi!
Il 16 luglio 2020, durante la presentazione dei palinsesti per l'autunno, Rai 1 ha annunciato il ritorno del programma in prima serata con cinque puntate speciali, poi portate a sette in onda dal 26 dicembre 2020 al 6 febbraio 2021, con il titolo Affari tuoi - Viva gli sposi! con la conduzione di Carlo Conti. L'edizione ha come protagonisti una coppia di fidanzati prossimi al matrimonio insieme a vari ospiti VIP che hanno svolto il ruolo di pacchisti.

### Affari tuoi - Formato Famiglia
Dal 19 febbraio al 26 marzo 2022 è andato in onda per sei puntate un nuovo spin-off del programma, intitolato Affari tuoi - Formato Famiglia e condotto da Amadeus. A differenza del precedente spin-off, questa edizione ha avuto come protagonisti due concorrenti (di cui una persona comune e un VIP) insieme ai propri parenti e amici che hanno svolto il ruolo di pacchisti.

## Puntate speciali
| Messa in onda     | Conduzione         | Titolo                      | Tema | Messa in onda     | Ospiti | Ascolti                                           | Ascolti                                     | Ascolti |
| Messa in onda     | Conduzione         | Titolo                      | Tema | Messa in onda     | Ospiti | Telespettatori                                    | Share                                       | Fonte   |
| ----------------- | ------------------ | --------------------------- | --- | ----------------- | --- | ------------------------------------------------- | ------------------------------------------- | ------- |
| 16 dicembre 2005  | Pupo               | Speciale Telethon           | Puntata speciale dedicata alla maratona benefica Telethon | Prima serata      | | 7 202 000 (prima parte) 5 665 000 (seconda parte) | 27,28% (prima parte) 23,69% (seconda parte) | [ 62 ]  |
| 15 dicembre 2006  | Flavio Insinna     | Speciale Telethon           | Puntata speciale dedicata alla maratona benefica Telethon | Prima serata      | | 7 713 000 (prima parte) 5 015 000 (seconda parte) | 29,96% (prima parte) 21,90% (seconda parte) | [ 63 ]  |
| 14 dicembre 2007  | Flavio Insinna     | Speciale Telethon           | Puntata speciale dedicata alla maratona benefica Telethon | Prima serata      | | 4 615 000                                         |                                             | [ 64 ]  |
| 12 dicembre 2008  | Max Giusti         | Speciale Telethon           | Puntata speciale dedicata alla maratona benefica Telethon | Prima serata      | Gigi D'Alessio, Branko, Miriam Leone, Francesco Totti, Gigi Buffon | 6 300 000                                         | 25,00%                                      | [ 66 ]  |
| 26 maggio 2012    | Max Giusti         | Speciale anni '80           | Puntate speciali dedicate agli anni ottanta | Prima serata      | Alberto Tomba, Cristina D'Avena e Jerry Calà | 4 631 000                                         | 20,89%                                      | [ 67 ]  |
| 12 settembre 2012 | Max Giusti         | L'estate sta finendo        | Puntate speciali dedicate agli anni ottanta | Prima serata      | Sabrina Salerno, Enrico Ruggeri, Ricchi e Poveri, Tony Hadley, Alberto Tomba | 3 246 000                                         | 13,18%                                      | [ 69 ]  |
| 13 ottobre 2013   | Flavio Insinna     | Buon compleanno Affari tuoi | Puntate speciali, dedicate ai festeggiamenti per i 10 anni della trasmissione | Access prime time | Pupo e Max Giusti | 5 141 000                                         | 19,22%                                      | [ 70 ]  |
| 14 ottobre 2013   | Flavio Insinna     | Buon compleanno Affari tuoi | Puntate speciali, dedicate ai festeggiamenti per i 10 anni della trasmissione | Access prime time | Antonella Clerici e Paolo Bonolis | 6 224 000                                         | 21,76%                                      | [ 71 ]  |
| 14 dicembre 2014  | Flavio Insinna     | Speciale Telethon           | Puntata speciale dedicata alla maratona televisiva Telethon | Prima serata      | Ricchi e Poveri, Aldo, Giovanni e Giacomo, Serena Rossi, Moreno, Alessandra Amoroso, Nino Frassica, Fiordaliso, Fabrizio Frizzi, Raffaella Fico, Serena Rossi, Clizia Fornasier, Claudia Alfonso, Ludovica Bizzaglia, Giulia Cappelletti, Silvan, Luigi Cubitosi, Luca Cordero Di Montezemolo, Paolo Belli                                                                                                | 4 155 000                                         | 16,44%                                      | [ 72 ]  |
| 7 febbraio 2015   | Flavio Insinna     | La fortuna bussa due volte  | Puntata speciale con concorrenti VIP | Prima serata      | Gigi D'Alessio, Lorella Cuccarini, Serena Rossi, Claudio Amendola, Daniele Liotti, Samuel Peron, Samanta Togni, Alberto Matano, Paolo Fox, Dario Vergassola, Katia Ricciarelli, Paolo Conticini, Simona Molinari, Giorgia Surina, Franco Di Mare, Chiara Francini, Francesco Arca | 4 260 000                                         | 17,14%                                      | [ 73 ]  |
| 1º aprile 2015    | Carlo Conti        | Speciale pesce d'aprile     | Puntata condotta eccezionalmente da Carlo Conti. | Access prime time | – | 4 529 000                                         | 24,61%                                      | [ 74 ]  |
| 20 dicembre 2015  | Flavio Insinna     | Speciale Telethon           | Puntata speciale dedicata alla maratona televisiva Telethon | Prima serata      | Orietta Berti, Bianca Guaccero, Gabriele Cirilli, Ilaria Spada, Serena Rossi, Francesco Cicchella, Roberta Giarrusso, Sergio Friscia, Renzo Arbore, Giusy Ferreri, Baby K, Mago Forest, Luca Argentero, Dario Bandiera, Massimo Lopez, Rocco Hunt, Alberto Matano, Luca Barbarossa, Samuel Peron, Samanta Togni, Pietro Sermonti, Maya Sansa, Paolo Ruffini, Fabrizio Frizzi, Luca Cordero Di Montezemolo | 3 380 000                                         | 14,04%                                      | [ 75 ]  |
| 6 gennaio 2016    | Flavio Insinna     | Speciale Lotteria Italia    | Puntata speciale, legata all'estrazione finale dei biglietti vincenti abbinati ai premi della Lotteria Italia                                                                      | Prima serata      | Diego Abatantuono, Alessandra Amoroso, Serena Rossi, Marcella Bella, Vittoria Belvedere, Cesare Bocci, Gabriele Cirilli, Paolo Conticini, Tosca D'Aquino, Paolo Fox, Nino Frassica, Loretta Goggi, Daniela Goggi, Fausto Leali, Valeria Marini, Rocio Munoz Morales, Mariana Rodriguez, Vincenzo Salemme, Umberto Tozzi, Sergio Friscia, Tiberio Timperi                                                  | 5 457 000                                         | 22,39%                                      | [ 76 ]  |
| 18 dicembre 2016  | Flavio Insinna     | Speciale Telethon           | Puntata speciale dedicata alla maratona televisiva Telethon | Prima serata      | Nancy Brilli, Aldo, Giovanni e Giacomo, Enrico Brignano, Silvia Mezzanotte, Lucia Ocone, Giampaolo Morelli, Francesco Pannofino, Davide Merlini, Simone Montedoro, Paolo Ruffini, Noemi, Federico Zampaglione, Simone Di Pasquale, Maria Ermachkova, Francesca Pasinelli, Paolo Belli, Fabrizio Frizzi, Eva Grimaldi, Max Tortora, Fiordaliso, Fausto Leali, Luca Cordero di Montezemolo                  | 2 468 000                                         | 10,60%                                      | [ 77 ]  |
| 6 gennaio 2017    | Flavio Insinna     | Speciale Lotteria Italia    | Puntata speciale legata all'estrazione finale dei biglietti vincenti abbinati ai premi della Lotteria Italia                                                                       | Prima serata      | Margherita Buy, Loretta Goggi, Daniela Goggi, Paolo Fox, Daniele Liotti, Elena Sofia Ricci, Simone Montedoro, Tullio Solenghi, Massimo Lopez, Iva Zanicchi, Max Tortora, Laura Barriales, Sergio Friscia, Nino D’Angelo, Gloria Guida, Tiberio Timperi, Alberto Matano, Riccardo Polizzy Carbonelli, Edoardo Vianello, I Ricchi e Poveri.                                                                 | 4 390 000                                         | 19,64%                                      | [ 78 ]  |
| 28 maggio 2023    | Amadeus            | Speciale Emilia-Romagna     | Puntata speciale in onda il access prime time, dove a partecipare sono concorrenti Vip, la cui vincita è devoluta all'Emilia-Romagna, dopo l'alluvione avvenuta pochi giorni prima | Access prime time | Nek e Iva Zanicchi | 4 170 000                                         | 23,40%                                      | [ 79 ]  |
| 6 gennaio 2024    | Amadeus            | Speciale Lotteria Italia    | Puntate speciali legate all'estrazione finale dei biglietti vincenti abbinati ai premi della Lotteria Italia                                                                       | Prima serata      | Maria Chiara Giannetta, Francesco Paolantoni, Lillo, Stefano Accorsi, Sergio Friscia, Benedetta Porcaroli, Iva Zanicchi, Pietro Castellitto, Paolo Fox | 5 537 000                                         | 31,40%                                      | [ 80 ]  |
| 6 gennaio 2025    | Stefano De Martino | Speciale Lotteria Italia    | Puntate speciali legate all'estrazione finale dei biglietti vincenti abbinati ai premi della Lotteria Italia                                                                       | Prima serata      | Gianni Morandi, Mara Maionchi, Lino Guanciale, Rocco Papaleo, Ilenia Pastorelli, Federica Nargi, Giusy Buscemi, Cristiano Caccamo, Pilar Fogliati, Francesco Paolantoni, Biagio Izzo, Herbert Ballerina, Giovanni Esposito, Vincenzo De Lucia, Nek, Bianca Guaccero, Simon & The Stars | 6 208 000                                         | 26,64%                                      | [ 81 ]  |
| 6 gennaio 2025    | Stefano De Martino | Speciale Lotteria Italia    | Puntate speciali legate all'estrazione finale dei biglietti vincenti abbinati ai premi della Lotteria Italia                                                                       | Prima serata      | Gianni Morandi, Mara Maionchi, Lino Guanciale, Rocco Papaleo, Ilenia Pastorelli, Federica Nargi, Giusy Buscemi, Cristiano Caccamo, Pilar Fogliati, Francesco Paolantoni, Biagio Izzo, Herbert Ballerina, Giovanni Esposito, Vincenzo De Lucia, Nek, Bianca Guaccero, Simon & The Stars | 6 316 000                                         | 37,66%                                      | [ 81 ]  |
| 4 maggio 2025     | Stefano De Martino | Affari tuoi Speciale        | Puntata speciale con concorrenti VIP | Prima serata      | Biagio Izzo, Francesco Paolantoni, Herbert Ballerina, Vincenzo De Lucia, Giovanni Esposito, Peppe Iodice, Federica Nargi, Carmen Di Pietro, Carlo Amleto, Serena Brancale, Sal Da Vinci, Stash, Pino Perris | 5 291 000                                         | 27,90%                                      | [ 82 ]  |

## Gioco in scatola
Editrice Giochi ha prodotto varie versioni di un gioco da tavolo basato su Affari tuoi, una per ogni conduttore che ha presentato il programma ad eccezione di Antonella Clerici e Amadeus. Nel 2024, Clementoni ha messo in commercio una nuova edizione del gioco, basata sulla versione di Stefano De Martino.

## Controversie
Fin dai primi mesi di messa in onda il programma si attirò delle critiche. La prima controversia con la trasmissione avvenne il 25 ottobre 2003 a causa del Codacons, che chiese alla Rai la chiusura del programma di Bonolis per plagio, a causa di alcune verosimiglianze riscontrate con altri format quali Casa Raiuno. Inoltre il 30 novembre 2003 venne trasmessa una lite tra l'allora direttore di Rai 1 Fabrizio Del Noce e Valerio Staffelli, inviato del programma Striscia la notizia, scatenata a causa del sorpasso in ascolti del programma di Rai 1 su quello di Canale 5.
Il 10 gennaio 2004 Striscia la notizia mandò in onda un servizio in cui si sosteneva che alcuni concorrenti di Affari tuoi fossero in realtà attori e personaggi minori del mondo dello spettacolo, e non gente comune come il gioco voleva far intendere. Il servizio, inoltre, suggeriva anche che il meccanismo del quiz fosse pilotato dagli autori, in modo da far vincere soltanto alcuni concorrenti. Seguirono poi nei giorni successivi numerosi servizi da parte del programma che, intervistando anche ex concorrenti di Affari tuoi, sosteneva che il quiz fosse irregolare e stipulò diverse versioni su come il programma veniva orchestrato dagli autori. La controversia ebbe parecchia risonanza mediatica, con numerosi servizi sia da parte del TG1 e dichiarazioni ufficiali degli allora dirigenti RAI Lucia Annunziata e Fabrizio Del Noce, al punto che alcuni giorni dopo la RAI decise di querelare Mediaset per diffamazione; inoltre l'azienda decise di far riprendere il programma in anticipo, non più l'8 marzo 2004 come inizialmente previsto, ma il 19 gennaio. In questa puntata Paolo Bonolis decise di mostrare le prove della legittimità del programma, accusando sostanzialmente Antonio Ricci di aver fabbricato uno scandalo ad hoc, mosso dall'invidia nei confronti del successo del programma RAI. La puntata in questione, quella del 19 gennaio 2004, risultò poi in assoluto la puntata più vista della storia del programma, con 15 252 000 telespettatori, pari al 45,89% di share.
A dicembre 2006 Striscia la notizia tornò ad attaccare la trasmissione accusando che per gonfiare lo share i pacchi con i premi più ricchi venivano lasciati apposta fino alla fine della puntata. A queste e ad altre accuse, la RAI rispose dicendo che sarebbero state svolte le opportune indagini, senza escludere azioni legali contro la trasmissione Mediaset. Striscia però continuò a monitorare la frequenza dei pacchi rossi alla fine delle puntate e venne appoggiata dal Codacons che ribatté come le leggi della probabilità andassero in contrasto con quanto avveniva durante le puntate di Affari tuoi.
Il 3 marzo 2008 Flavio Insinna nel corso di una intervista si espresse con toni fortemente polemici nei confronti di Striscia la notizia. A questa intervista seguì la replica da parte di Antonio Ricci.
Il 23 e il 24 maggio 2017 Striscia la notizia trasmise alcuni fuorionda in cui, durante una pausa nella registrazione di Affari tuoi, Insinna si esprimeva con pesanti insulti e forti parolacce verso i concorrenti e gli autori del programma, accusandoli di essere responsabili del calo di ascolti, suscitando molta indignazione.

## Affari tuoinel mondo

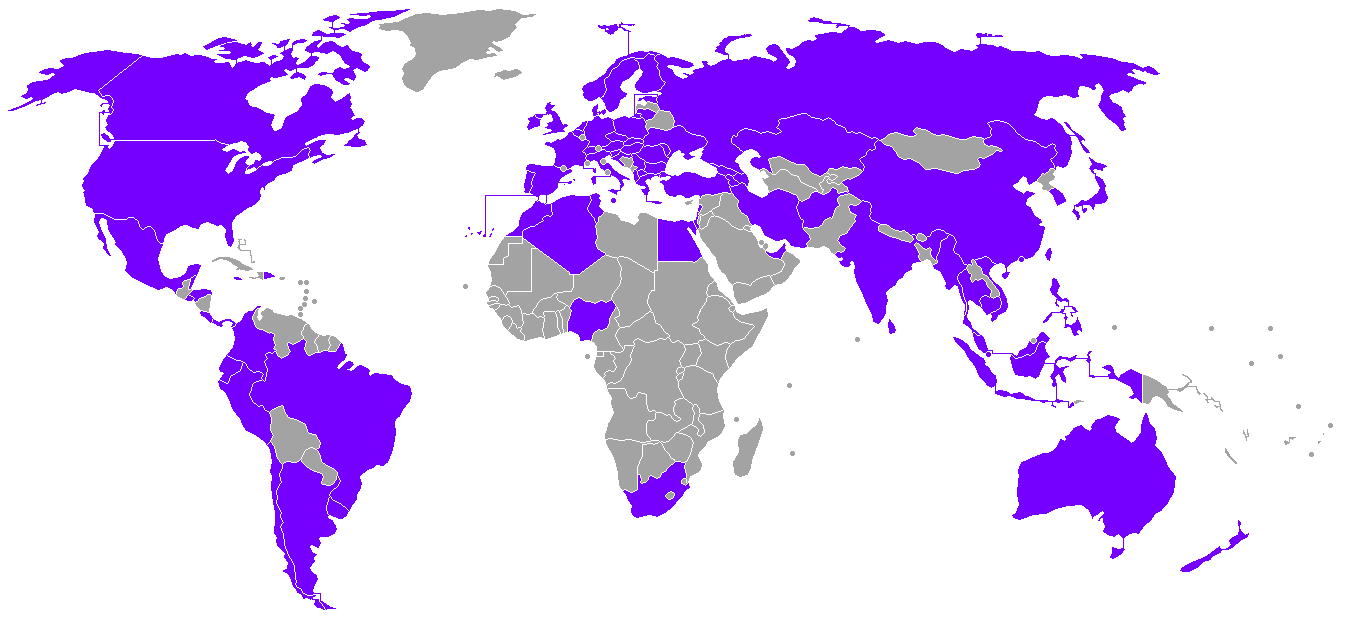
Paesi nel mondo dove è trasmesso il format di Affari tuoi

Affari tuoi è trasmesso nelle seguenti nazioni con a fianco il titolo locale:
- Arabia Saudita: صفقة أو لا صفقة
- Argentina: Trato Hecho
- Armenia: Դիլ կամ Նո Դիլ
- Australia: Deal or No Deal
- Belgio: Te Nemen of Te Laten
- Brasile: Topa ou Não Topa
- Bulgaria: Сделка или не
- Canada: Deal or No Deal
- Cile: Trato Hecho - ¡Alla tú!
- Cina: 一擲千金
- Danimarca: Deal eller No Deal
- Filippine: Kapamilya, Deal or No Deal
- Finlandia: Ota tai jätä
- Francia: À prendre ou à laisser
- Georgia: ვა-ბანკი
- Germania: Deal or No Deal - Die Show der Glücksspirale (già Der Millionendeal, 1ª edizione, 2004)
- Germania: Deal or No Deal (2ª edizione)
- Giappone: ディール・オア・ノー・ディール
- Grecia: Deal
- India: Deal Ya No Deal
- Israele: דיל או לא דיל
- Italia: Affari tuoi
- Lituania: Taip arba Ne
- Macedonia del Nord: Се или Нешто
- Messico: Vas o no Vas
- Nigeria: Deal or No Deal
- Norvegia: Deal or No Deal
- Nuova Zelanda: Deal or No Deal
- Paesi Bassi: Miljoenenjacht (versione originale)
- Polonia: Grasz czy nie grasz
- Portogallo: Pegar ou Largar
- Regno Unito: Deal or No Deal
- Russia:  Сделка?!
- Slovenia: Vzemi ali pusti
- Spagna: ¡Allá tú!
- Stati Uniti: Deal or No Deal
- Svezia: Deal or No Deal
- Svizzera: Deal or No Deal - Das Risiko
- Thailandia: เอาหรือไม่เอา
- Tunisia: Deal or No Deal
- Turchia: Büyük Teklif
- Turchia: Var Mısın Yok Musun?
- Ungheria: Áll az alku
- Vietnam: Ần số vàng

## Premi
- 2004 - Telegatto categoria Miglior trasmissione di giochi e quiz TV
- 2004 - Premio Regia televisiva categoria Top Ten
- 2004 - Premio Regia televisiva categoria Trasmissione dell'anno
- 2005 - Premio Regia televisiva categoria Top Ten
- 2005 - Premio Regia televisiva categoria Trasmissione dell'anno
- 2014 - Premio Regia televisiva categoria Top Ten
- 2014 - Premio Regia televisiva categoria Trasmissione dell'anno